# Gertruda Magaš
Gertruda Magaš (Vinjerac, 27. siječnja 1897. – Pag, 2. srpnja 1974.), krštenog imena Serafina Anđela, hrvatska koludrica, opatica, crkvena odgojiteljica u predškolskom i školskom odgoju, karitativna djelatnica, kršćanska humanitarka. Osnovala i vodila Zabavište sv. Anđela Čuvara i obdanište Malu školu.
Djelovala od 1920-ih do 1970-ih u paškom samostanu sv. Margarite, samostanu benediktinki. U samostan ušla s 21 godnom života i u njemu boravila 57 godina, sve do smrti. Predvodila je brojna vjerska događanja. Bila je voditeljica Počasne straže Srca Isusova. Za vrijeme talijanske okupacije 1942. godine postala je poglavaricom samostana. Promicala je hrvatsku nacionalnu svijest. U samostankoj je crkvi tih ratnih godina propovijedala uz dopuštenje šibenskog biskupa Jerolima Milete svjedočeći snažnu duhovnost i mudrost. S don Josom Felicinovićem, paškim župnim vikarom, postavila osnove karitativnoj djelatnosti u Pagu. Organizirala je prehranu dvjesta paške djece i vodila pučku kuhinju Caritasa koja je dijelila 700 obroka dnevno. Tako je već u 24 godine službovanja kao opatica postala na paškom području najpoznatija osoba i vrlo utjecajna. Upravljala je dječjim vrtićem sv. Anđela čuvara.

## Priznanja
Odlikovana za zasluge u spašavanju djece u Drugom svjetskom ratu.